# Smithornis sharpei
Il beccolargo africano testagrigia (Smithornis sharpei Alexander, 1903) è un uccello passeriforme della famiglia degli Eurilaimidi.
Il nome scientifico della specie è stato scelto in omaggio allo studioso inglese Richard Bowdler Sharpe.

## Descrizione

### Dimensioni
Misura una quindicina di centimetri di lunghezza, compresa la coda.

### Aspetto
Si tratta di uccelli dall'aspetto robusto, muniti di grossa testa e di un becco molto largo alla base.

La colorazione è biancastra sulla groppa, sul mento, sulla gola e al centro di petto e ventre, mentre ai lati di questi ultimi e sui fianchi diviene bianco-grigiastra con le singole penne munite di una striscia longitudinale nera: dorso, ali e coda sono bruni, con tendenza di queste ultime a scurirsi divenendo nerastre in punta. La testa è grigio-nerastra, con un alone rossiccio nella zona delle narici: rosso-arancio sono anche l'area delle clavicole e l'attaccatura delle ali, così come sul ventre possono essere presenti sfumature rossicce. Nella femmina il rosso e il nero della livrea sono molto meno evidenti: in ambedue i sessi le zampe ed il becco sono grigio-nerastri e gli occhi sono bruno-rossicci.

## Biologia
Si tratta di uccelli che tendono a vivere da soli o in piccoli gruppetti, muovendosi nella volta della foresta alla ricerca di cibo, pronti a fuggire precipitosamente al minimo segnale di pericolo.

### Alimentazione
Il beccolargo testagrigia è un uccello insettivoro, che si nutre di insetti e altri piccoli invertebrati, integrando inoltre la propria dieta con frutta ben matura, bacche e fiori.

### Riproduzione
La riproduzione di questi uccelli non è finora mai stata osservata, pertanto si ignorano le loro abitudini riproduttive.

## Distribuzione e habitat
Questi uccelli sono diffusi con due popolazioni separate nella zona che affaccia sul golfo del Biafra (dalla Nigeria sud-orientale al Gabon, isola di Bioko compresa, e nell'entroterra nella Repubblica Centrafricana e in Congo occidentale) e nella Repubblica Democratica del Congo orientale: il loro habitat d'elezione è rappresentato dalla foresta pluviale di pianura.

## Tassonomia
Se ne riconoscono tre sottospecie:
- Smithornis sharpei sharpei, la sottospecie nominale, endemica dell'isola di Bioko;
- Smithornis sharpei eurylaemus Neumann, 1923, diffusa Congo orientale;
- Smithornis sharpei zenkeri Reichenow, 1903, diffusa nella zona del golfo del Biafra.